# Corydalis casimiriana
Corydalis casimiriana là một loài thực vật có hoa trong họ Anh túc. Loài này được Duthie & Prain ex Prain mô tả khoa học đầu tiên năm 1896.